# Лествица
Ле́ствица (со ст.-слав. «Лестница»), (др.-греч. «Κλῖμαξ»), Лествица райская, Скрижали духовные — основное сочинение Иоанна Лествичника. Текст «Лествицы» включён в 88-й том Patrologia Graeca.

## История создания
Написана в конце VI века по просьбе Иоанна, игумена Раифского монастыря: «преподай нам невежественным то, что ты видел в боговидении, как древний Моисей, и на той же горе; и изложи это в книге, как на богописанных скрижалях, в назидание новых Израильтян». Представляет собой руководство к совершенствованию. Образ «Лествицы» заимствован из Библии, где описано видение Лестницы Иакова, по которой восходят ангелы (Быт. 28:12). Сочинение относится к разряду аскетической литературы.
Димитрий Ростовский так характеризует сочинение Иоанна:

«Лествица» святого Иоанна отличается глубокой духовной опытностью, с которой соединено глубокое знание священного писания. Редкую мысль высказывает Лествичник без того, чтобы не осветить её прямым или косвенным указанием на святое Писание. Сочинение Иоанна написано языком простым, но чистым и живым, — в немногих словах выражает многое, и потому полно силы. Потому-то «Лествица» святого Иоанна и была всегда настольною книгою для иноков, живущих в общежитии.
— Димитрий Ростовский. Жития святых (30 марта)
Из предшественников Лествичник ссылается на Антония Великого (19:8), Григория Богослова (15:31; 22:1), Евагрия (14:12), Кассиана (4:105), Иоанна Савваита (4:110) и Оригена (5:41).
Из географических мест упомянуты Александрия (4:11, 23, 31), Египет (14:26) и Нил (14:26).

В предисловии к «Лествице», написанном неким «синайским монахом», который был «современником... преподобному Иоанну», приводится свидетельство Иоанна, что ему и его гостям в телесном образе явился пророк Моисей:
В тот самый день, когда поставили Иоанна нашим игуменом и когда сошлось к нам около шестисот посетителей и все они сидели, вкушая пищу, Иоанн видел мужа с короткими волосами, одетого по-иудейски в плащаницу, который, как некий распорядитель, ходил повсюду и раздавал приказания поварам, экономам, келарям и прочим служителям. Когда те люди разошлись и служители сели за трапезу, искали сего повсюду ходившего и раздававшего приказания, но нигде не нашли. Тогда раб Божий, преподобный отец наш Иоанн, говорит нам: «Оставьте его; господин Моисей ничего не сделал странного, послужив в своем месте».

## «Ступени»
Сочинение Иоанна Лествичника состоит из 30 глав, представляющих собой «ступени» добродетелей, по которым христианин должен восходить на пути к духовному совершенству. Символика использованного числа «30» объясняется в предисловии к Лествице следующим образом:
Преподобный отец премудро рассудил, устроивши для нас восхождение, равночисленное возрасту Господнему по плоти; ибо в возрасте тридцати лет Господнего совершеннолетия гадательно изобразил лествицу, состоящую из тридцати степеней духовного совершенства, по которой достигши полноты возраста Господня, мы явимся поистине праведными и непреклоняемыми к падению.
«Ступени» можно сгруппировать следующим образом:

| Группа                                                     | Ступени |
| ---------------------------------------------------------- | --- |
| Борьба с мирской суетой (ступени 1-4)                      | Отречение мирского жития Беспристрастность (отложение попечений и печали о мире) Странничество (ξενιτεία) Послушание (ὑπακοῆς) |
| Скорби на пути к истинному блаженству (ступени 5-7)        | Покаяние (Μετάνοιά) Память о смерти (Μνήμη θανάτου) Плач (Πένθος) |
| Борьба с пороками (ступени 8-26)                           | Кротость и безгневие Удаление памятозлобия Несквернословие Молчание (ἡσυχία) Правдивость Отсутствие уныния и лености Борьба с чревоугодием Целомудрие Борьба со сребролюбием Нестяжание Искоренение нечувствия Малый сон, усердие к братской молитве Телесное бдение Отсутствие боязливости и укрепление в вере Искоренение тщеславия Отсутствие гордыни Кротость, простота и незлобие Смиренномудрие Низложение страстей и укрепление добродетелей |
| Душевный мир (ступени 27-29)                               | Безмолвие души и тела Молитва (προσευχή) Бесстрастие (ἀπάθεια) |
| Вершина пути — союз трёх главных добродетелей (ступень 30) | Вера (πίστις), надежда (ἐλπὶς) и любовь (ἀγάπη) |

«Лествица» также включает в себя «слово особенное к пастырю», которое в отличие от предыдущих глав относится исключительно к наставникам.

## О монашестве
Идеалом христианина у Иоанна выступает монах (μοναχὸς), который также называется подвижником (ἐργάτης). Его жизнь имеет троякое основание: незлобие, пост и целомудрие (1:10). Лествичник упоминает два типа монашества: уединённое и общежительное (1:26). Жилищем монахов служат кельи (27:18). Из исторических монастырей он упоминает Тавенисси и Скит (27:32). Практика монахов заключается в чтении Священного Писания (27:78), молитвах (Προσευχή) и псалмопении (27:77). Особый подвиг составляет «странничество» (ξενιτεία), смысл которого в оставлении любой привязанности, в том числе и родственной. Высшей целью монахов является чистота (ἁγνεία), которая есть бесстрастие (15:65; 29:7), но отнюдь не нечувствие (ἀναισθησία).

## Об искушении
Особое место в богословии Иоанна занимает так называемый «механизм искушения» (15:73), который начинается с «прилога» (простой мысли или представления, προσβολὴ). Затем следует «сосложение» или внимание (συνδυασμὸς). Грехом является акт согласия (συγκατάθεσις), после которого возникает зависимость (αἰχμαλωσία). Впрочем, человек способен бросить вызов греховной привычке и встать на путь борьбы (πάλη).

## Иконография
Изображение Лествицы Иоанна часто встречается на иконах, в книгах, на нравоучительных лубках и так далее. От земли к небу изображается лестница, по которой взбираются люди в монашеском одеянии. Некоторых монахов бесы сталкивают с лестницы и сбрасывают в ад (условно обозначенный разломом в скале). Преодолевших подъём принимают Христос и ангелы.
Иллюминированные рукописи Лествицы, наглядно представляющие идеалы монашеской аскетики, появляются во второй половине XI века. Некоторые содержат развёрнутый цикл иллюстраций различных ступеней покаяния и аскезы, но изначально в греческих рукописях было лишь выполненное чернилами изображение лестницы с тридцатью ступенями, увенчанной крестом.
- Лествица райская (византийская икона XII века, монастырь Святой Екатерины)
- Лествица райская (икона, монастырь Святой Екатерины)
- Древнерусская миниатюра начала XVI века

### Русский перевод
- Текст на Викитеке: Иоанн Лествичник. «Лествица, или Скрижали духовные» (VI век). Текст на biblioteka3.ru,  Текст на wco.ru
- Издание конца XIX века: DjVuPDF
- Аудиокниги
- 7% «Лествицы»: избранные цитаты

### Церковно-славянский перевод
- Москва : Печатный двор, 1 марта 1647 [15.01. — 01.03.7155]. — 347 л. РГБ. Полный текст списка. Церковно-славянский язык XVII века, перевод близок к греческому подлиннику. РГБ, высокое качество. Книга на Викискладе, 138 Мб. Книга на Викискладе, 64 Мб DjVu-версия
- Церковно-славянский перевод XIX века, под влиянием перевода прп. Паисия Величковского: DjVu PDF

### Греческий подлинник и новогреческий перевод
- Древнегреческий подлинник (не совсем точный) по Патрологии Миня: Сканированное издание (Лествица со стр. 596 печатной, 302 в файле), PDF с текстом.
- Новогреческий перевод
- Аудиокнига новогреческая

### Рукописи
- Рукопись № 10. (2028). Иоанна Лествичника лествица, напис. устав. 1334 года, в четверть, 216 л. Фонд 304.I. Главное собрание библиотеки Троице-Сергиевой лавры. Полный текст списка.
- Лествица. Рукопись № 37. Фонд 173.I. Фундаментальное собрание библиотеки МДА. Полный текст списка.
- Рукопись № 30 (38). Св. Иоанна Лествичника Лествица с толкованиями, в лист на белой лощёной бумаге на 304 л., полууставом крупным начала XVII в. Рукопись № 37. Фонд 173.I. Фундаментальное собрание библиотеки МДА. Полный текст списка.
- Лествица Иоанна Лествичника, списанная митрополитом Киприаном. Рукопись № 152. Фонд 173.I. Фундаментальное собрание библиотеки МДА. Полный текст списка.